# 가가미 쇼
가가미 쇼(일본어: 加賀美 翔, 1994년 4월 22일 ~ )는 일본의 전 축구 선수이다.

## 구단 경력
과거 시미즈 에스펄스, 후지에다 MYFC에서 활동하였다.